# IC 4621
IC 4621 — галактика типу Sab (компактна витягнута галактика) у сузір'ї Геркулес.
Цей об'єкт міститься в оригінальній редакції індексного каталогу.